# Église Saint-Jacques de Tarascon
L'église Saint-Jacques est une église catholique située à Tarascon, en France.

## Localisation
L'église est située dans le département français des Bouches-du-Rhône, sur la commune de Tarascon.

## Historique
L'église est construite de 1740 à 1750 sur les plans de Jean-Baptiste Franque et d'Esprit Brun. Elle présente, à l'intérieur, plusieurs typologies de voûtes dues à Jean-Baptiste Franque, architecte passé maître dans l'art de la stéréotomie.
L'édifice est classé au titre des monuments historiques en 1994.